# Salvador Benedicto
Salvador Benedicto é um município de  quarta classe de renda municipal (d) na província Negros Ocidental, nas Filipinas. De acordo com o censo de 1 de maio  de  2020 possui uma população de 26 922 pessoas e 6 390 domicílios.